# Moussa Cissé
Moussa Cissé (10 de diciembre de 1984) es un deportista francés que compitió en taekwondo. Ganó una medalla de plata en el Campeonato Europeo de Taekwondo de 2012, en la categoría de –58 kg.

## Palmarés internacional
| Campeonato Europeo | Campeonato Europeo       | Campeonato Europeo | Campeonato Europeo |
| Año                | Lugar                    | Medalla            | Categoría          |
| ------------------ | ------------------------ | ------------------ | ------------------ |
| 2012               | Mánchester (Reino Unido) | Medalla de plata   | –58 kg             |